# سیارک ۵۴۰۱
سیارک ۵۴۰۱ (به انگلیسی: 5401 Minamioda، نامگذاری:1989EV) پنج هزار و چهارصد و یکمین سیارک کشف شده‌است که در ۶ مارس ۱۹۸۹ کشف شد.
قدر مطلق سیارک برابر ۱۱٫۸۰ است.